# كأس هولندا السياحية 2003
كأس هولندا السياحية 2003 هو سباق دراجات نارية أقيم بتاريخ 28 يونيو 2003 في حلبة أسن تي تي. كان الجولة السابعة من أصل 16 في سباق الجائزة الكبرى للدراجات النارية موسم 2003. فاز سيت جيبيرنو بفئة الموتو جي بي بينما جاء ماكس بياجي في المركز الثاني وحصل على المركز الثالث فالنتينو روسي.

## وصلات خارجية
- الموقع الرسمي